# 马苏里拉奶酪
莫札瑞拉奶酪（義大利語：mozzarella）是一種源自於意大利南部坎帕尼亚地區和那不勒斯的淡奶酪。一词来源于意大利坎帕尼亚片区方言（“直译：用手切开”），传统制作过程中需要将凝乳在温水中用手撕开分段。莫札瑞拉奶酪最初以水牛奶為主要材料，但由於成本原因，現在大部分都已經改用牛奶制作。
在意大利坎帕尼亚以水牛奶制作的莫札瑞拉奶酪（義大利語：mozzarella di Bufala Campana），已经在1996年获得原產地名稱保護。
莫札瑞拉奶酪的顏色可以是純白色，或者白中呈黃色。莫札瑞拉奶酪的成熟期為1－3天，由於水含量十分高，新鮮品的保存期最多為7天，因此，新鮮的莫札瑞拉奶酪很多時候也是在製造的那天被食用，為了方便保存，乾了的莫札瑞拉奶酪可以保存一個月。
莫札瑞拉奶酪可以冷吃或者熱吃，冷吃的話，與蕃茄切片搭配起来非常可口。加熱食用，柔軟的質感令莫札瑞拉在烤箱里可以慢慢融化在食物裡。很多種類的披薩或義大利麵（如千層麵）也含有莫札瑞拉奶酪。

## 通常用處
以下是一些莫札瑞拉奶酪在西餐中的不同用處：

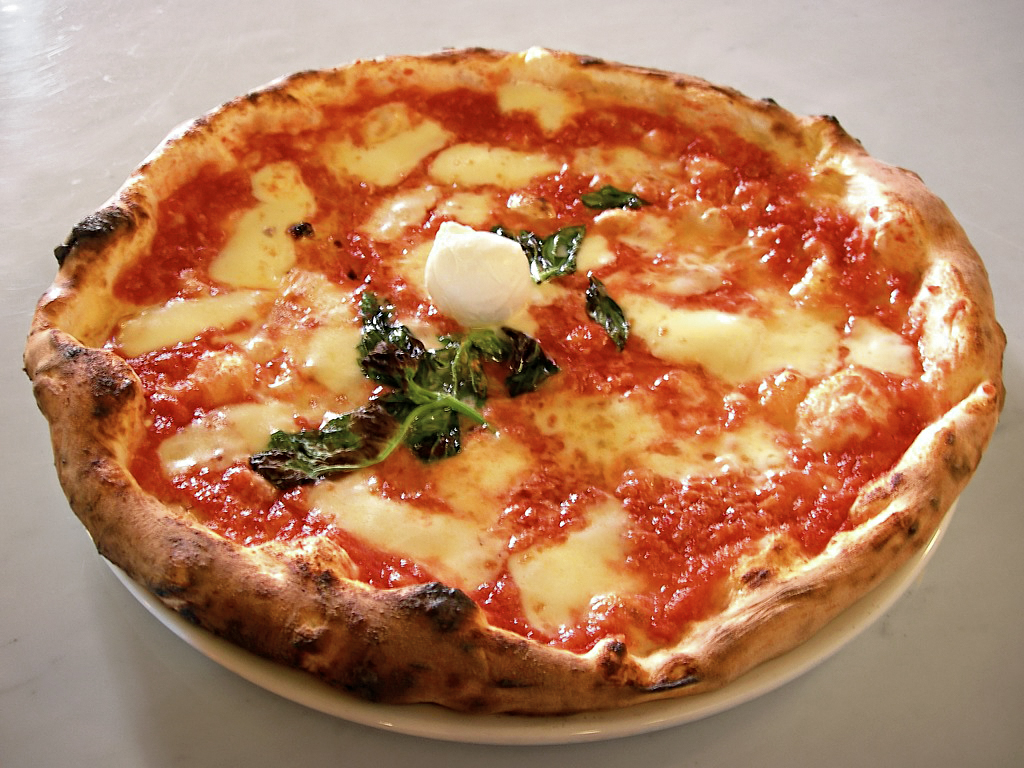
含莫札瑞拉奶酪的瑪格麗塔披薩

- 作沙拉用：其中最有名的意大利涼菜卡布里沙律的原材料包括切厚片的莫札瑞拉奶酪，切片的番茄，以及新鮮的羅勒葉。
- 作前菜用：莫札瑞拉奶酪會出現在一些需要烤的頭盤，如烤莫札瑞拉洋菇。在北美洲，酥炸莫札瑞拉奶酪條是一種頗受歡迎的前菜。
- 作義大利麵用：有些烤的義大利麵，如千層麵上也有莫札瑞拉奶酪。
- 作披薩用：大部分的意式薄餅上也有莫札瑞拉奶酪，從烤箱拿出來後，薄餅上化了的莫札瑞拉會令薄餅風味更佳。切薄餅時一直分不開的奶酪就是莫札瑞拉。[1][2][3]

## 不同种类
- 鲜莫札瑞拉

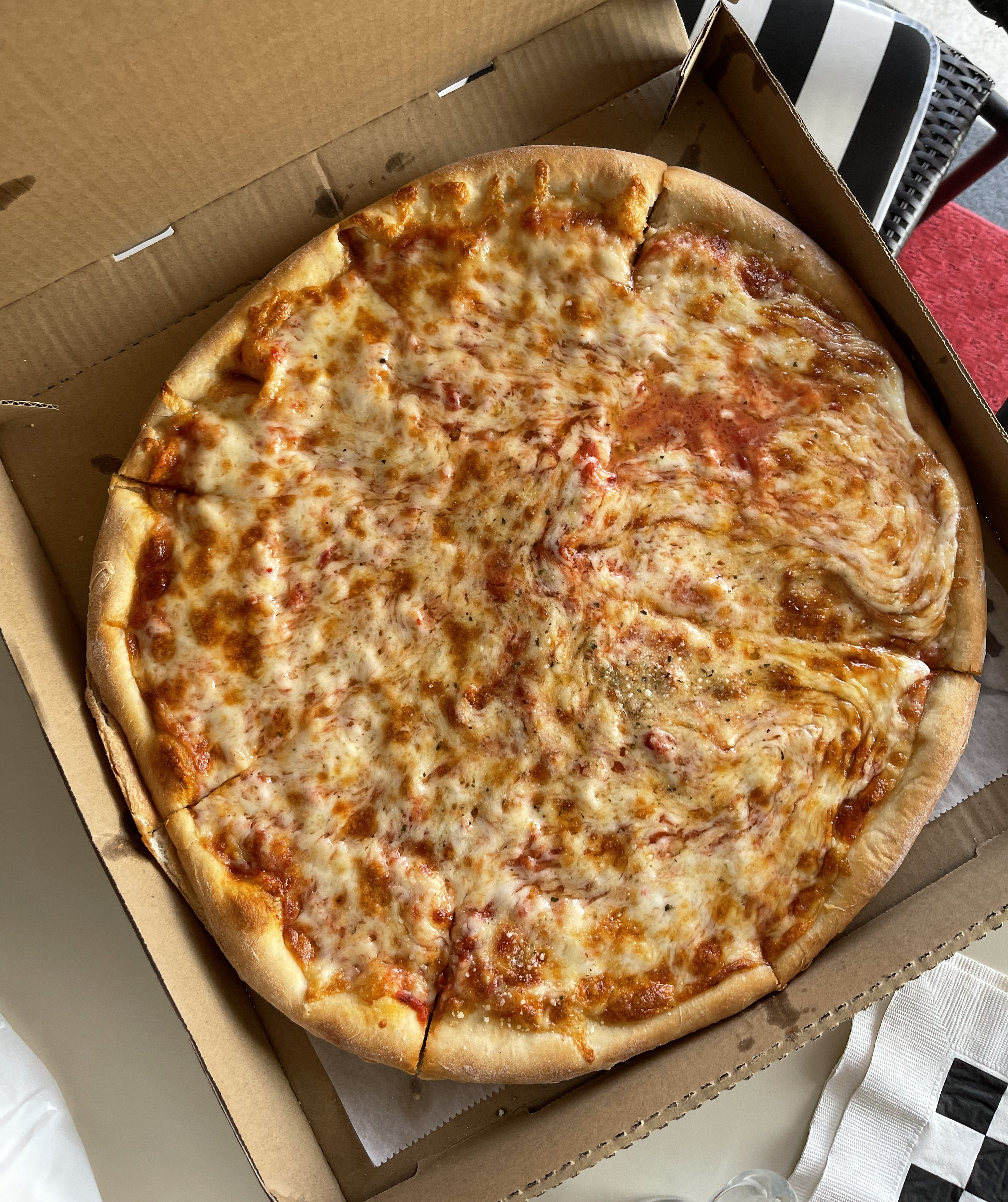
用低水分莫札瑞拉作浇头最常见的芝士披萨

在水中拉出形后直接包装供食用，通常会稍许晾干定型。
- 水牛奶莫札瑞拉（意语：Mozzarella di latte di Bufala）

意大利地中海水牛（Italian Mediterranean buffalo）分布於義大利全境，几乎所有意大利产的莫札瑞拉奶酪都是用水牛奶，和其他地区出产的更普遍的牛奶莫札瑞拉奶不同。
- 牛奶莫札瑞拉（意语：Fior di Latte）

在欧盟之外，莫札瑞拉奶酪无需标明是否使用水牛奶，在此可以假定它们是用牛奶做的。
- 棉羊奶莫札瑞拉（意语：Mozzarella Pecorella）

撒丁、阿布鲁佐、拉齐奥特色奶酪，另外加入了羊胃内的酵素。
- 山羊奶莫札瑞拉

由于山羊奶强烈的味道，这类奶酪还在兴起中，产量不多。
- 低水分莫札瑞拉

即披萨上最常用的芝士，通常用抽脂牛奶制成，半乳糖含量低，食品加工中也广泛使用。

## 保存与食用
- 水牛奶製造的莫札瑞拉奶酪一定要在乳清裡保存
- 把莫札瑞拉奶酪放到冰格保存，直到要用的時候才放到冰箱裡解凍
- 為了新鮮起見，若要把莫札瑞拉奶酪切片，注意最後一刻才切莫札瑞拉
- 莫札瑞拉奶酪是一種很容易變質的食物，開封必須盡快吃完

## 料理圖集

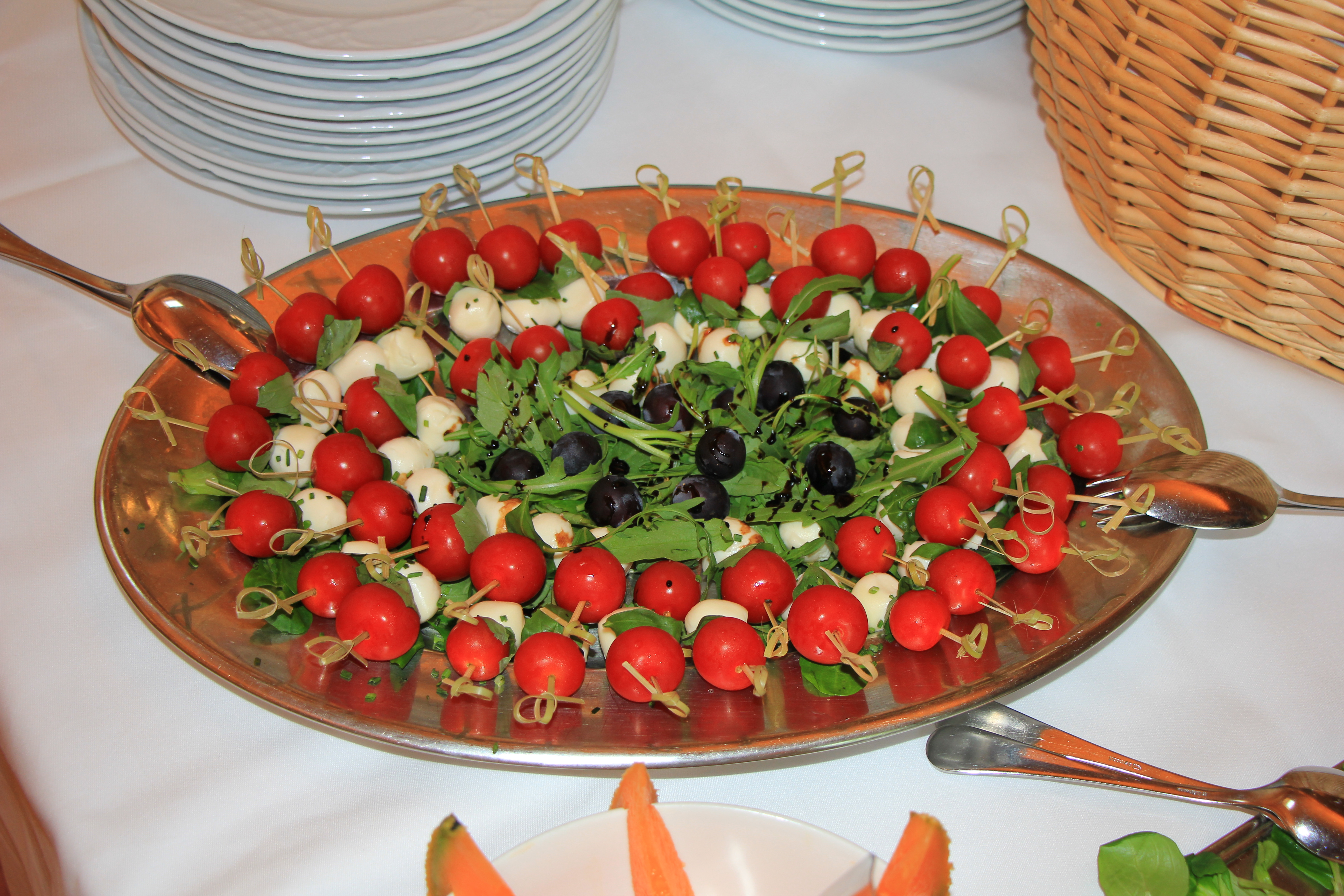
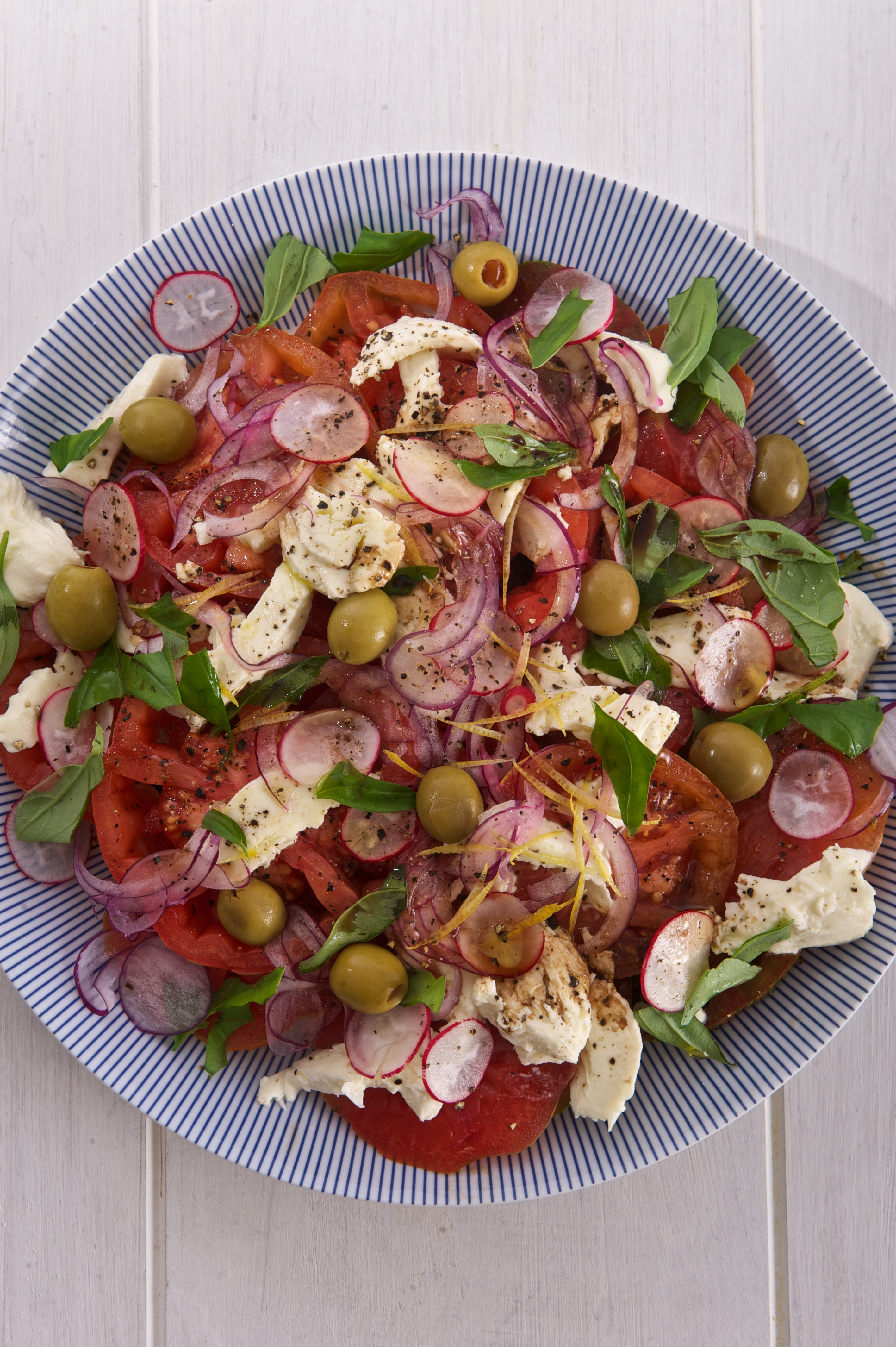
意大利的名菜莫札瑞拉起司與番茄沙律
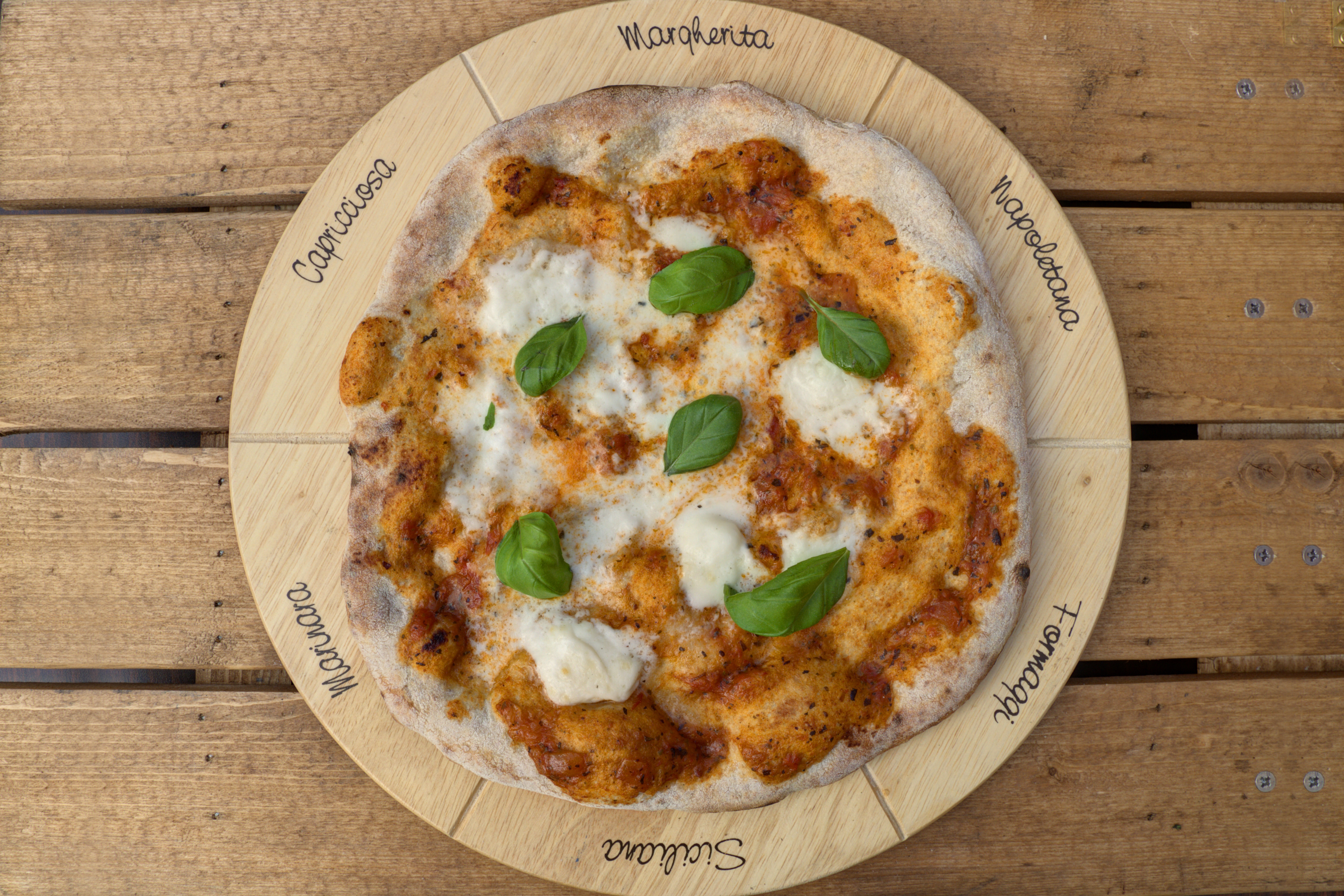
瑪格麗塔國旗披薩
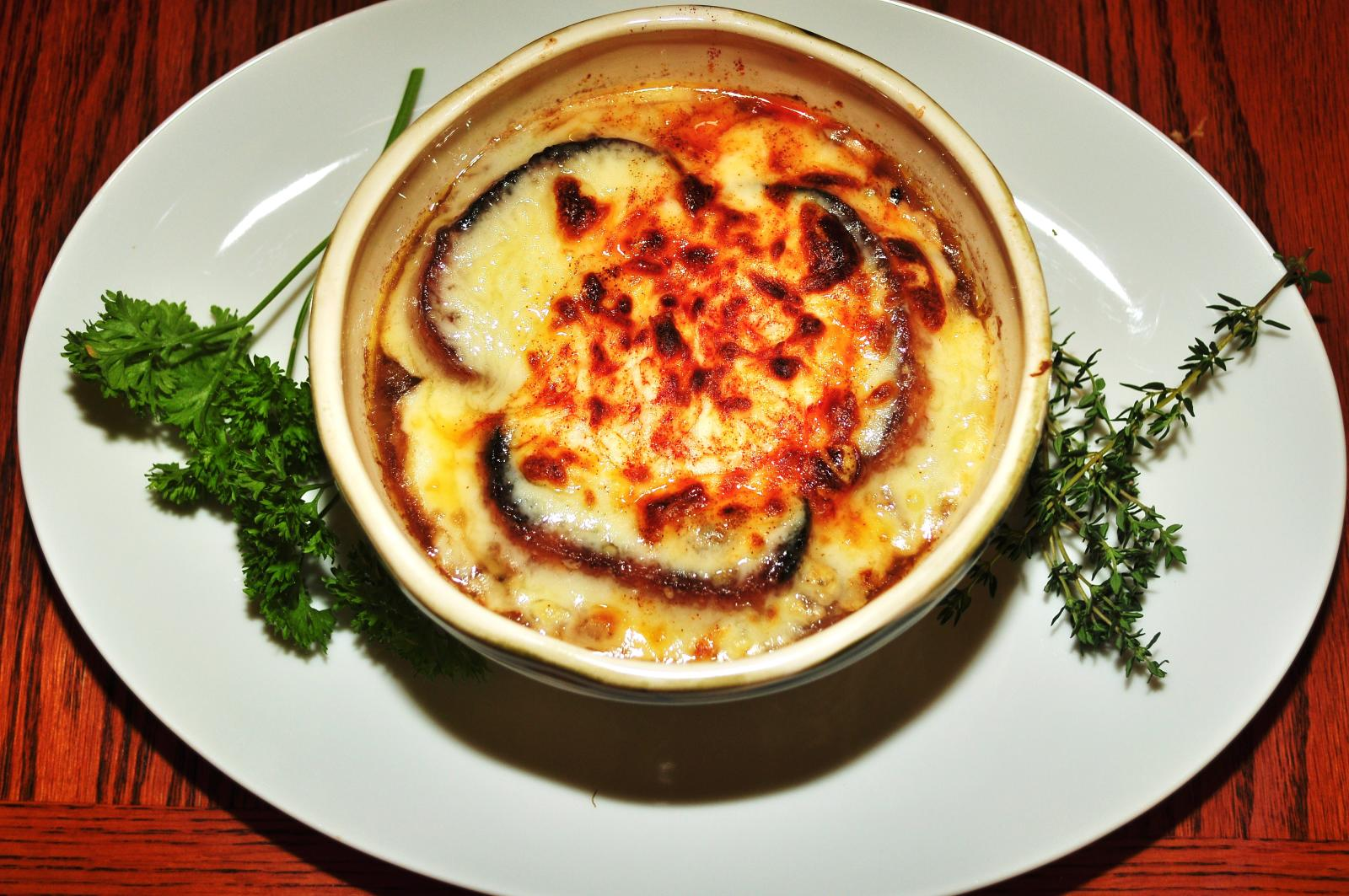
加上了莫札瑞拉起司的法式洋蔥湯
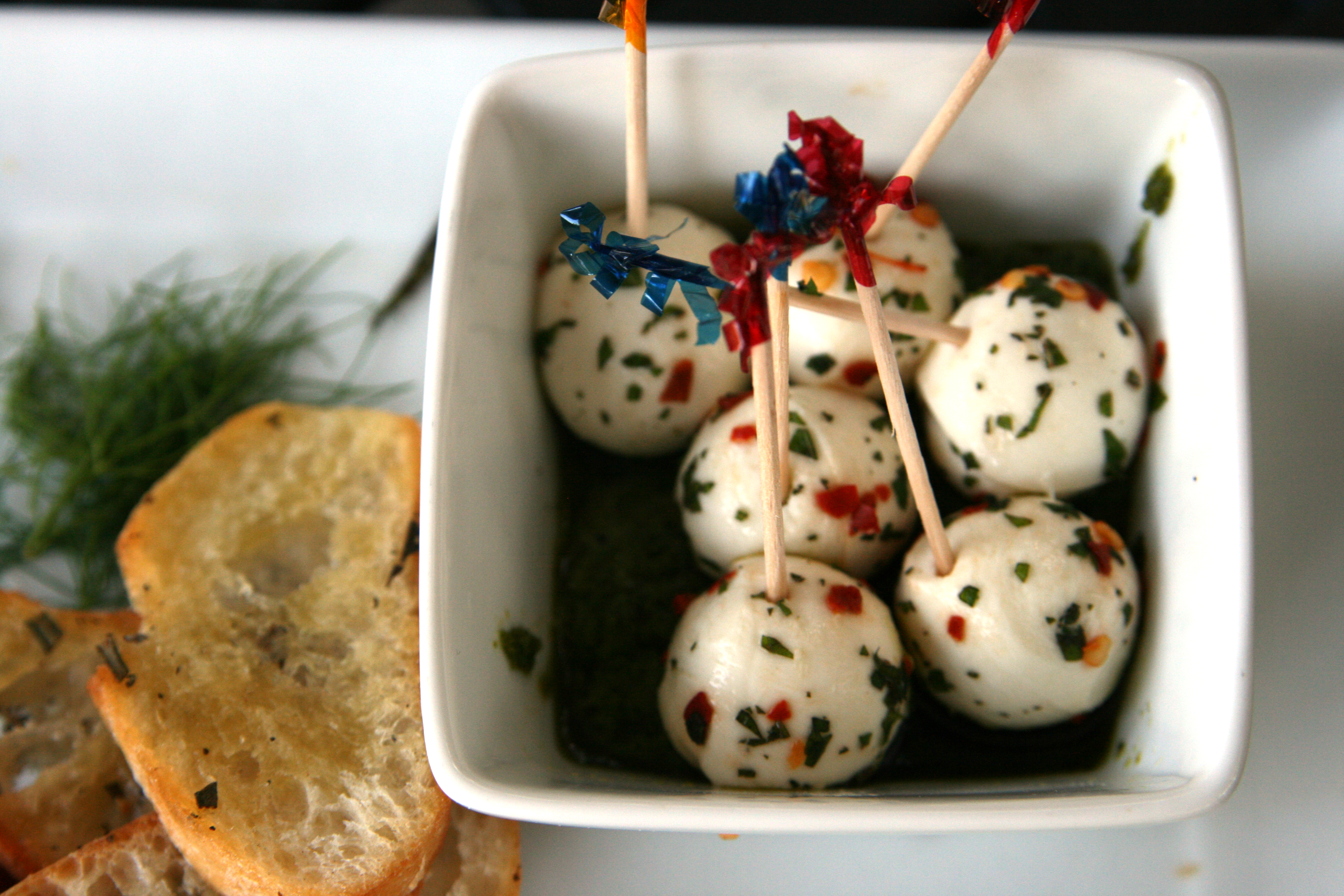
马苏里拉奶酪
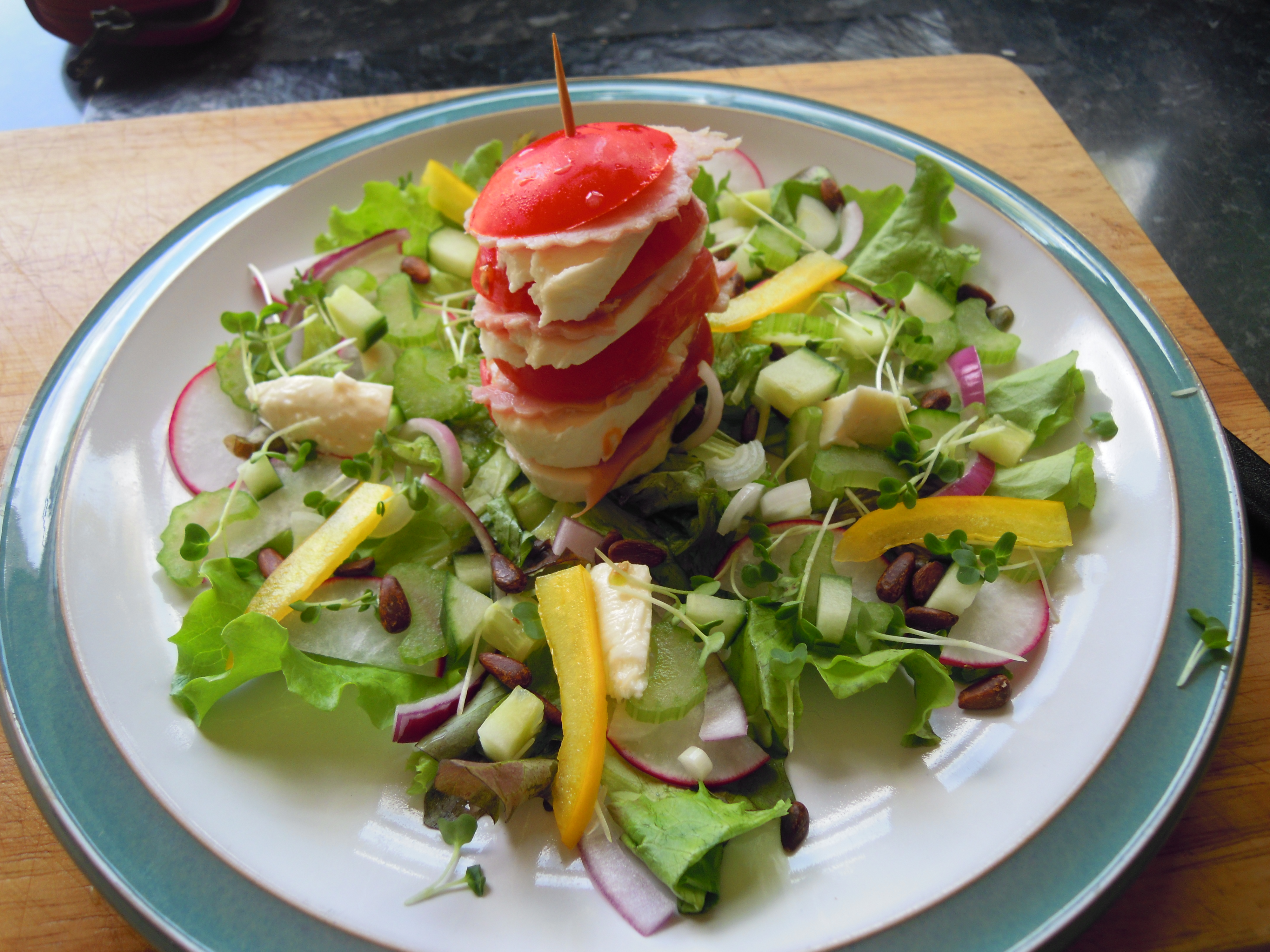
自製的特色莫札瑞拉起司沙拉
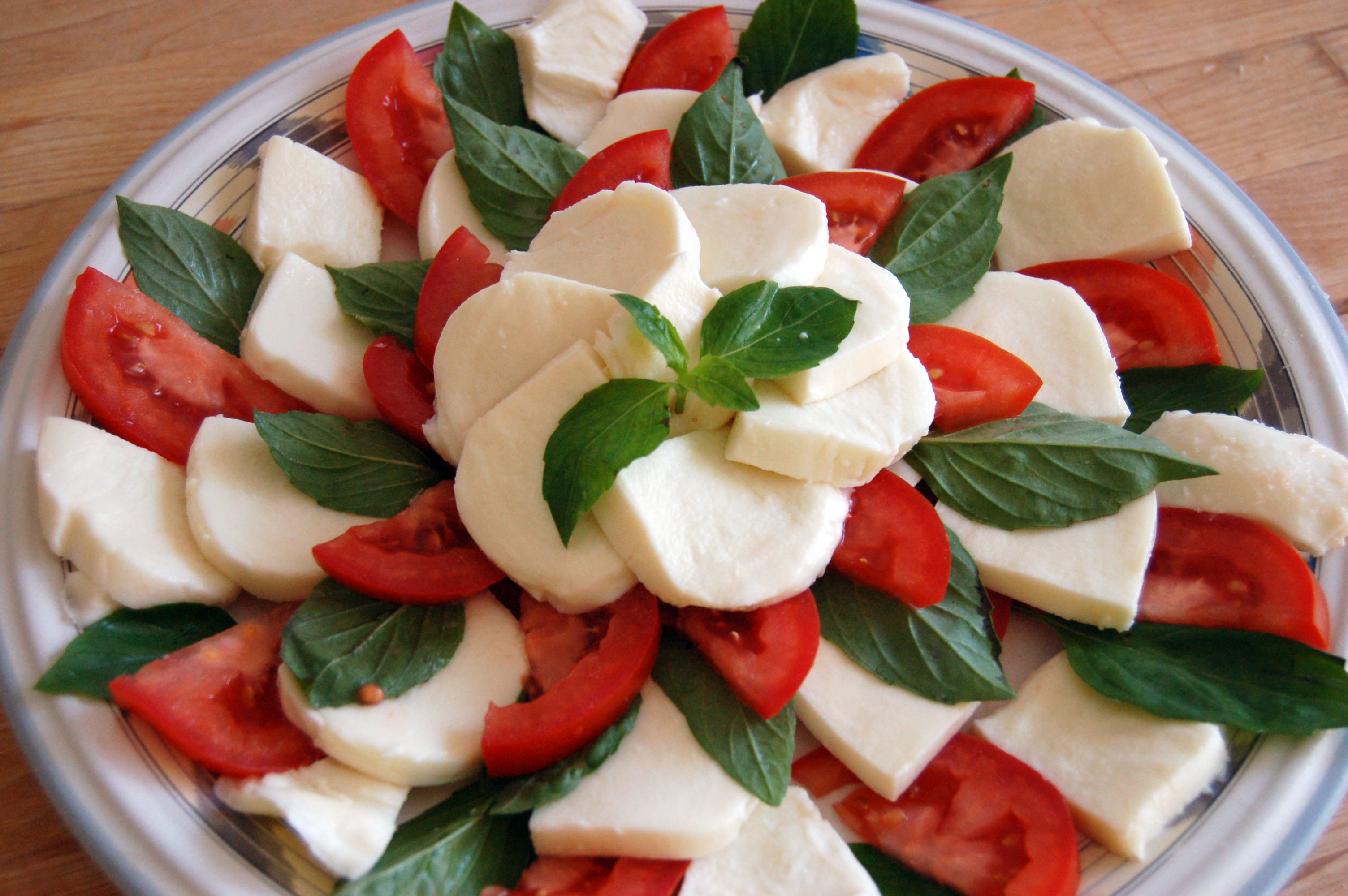
卡布里沙律